# Antonio di Padova
Antonio di Padova (A Vida de Santo António (título em Portugal) ) é um filme italiano do género drama histórico, realizado e escrito por Pietro Francisci, que retrata a vida de Santo António de Lisboa (1191-1195? — 1231). Estreou-se em Portugal a 16 de março de 1951.

## Elenco
- Aldo Fiorelli como Fernando, Santo António de Lisboa
- Silvana Pampanini como Anita, mãe de Fernando
- Carlo Giustini como Pai de Fernando
- Alberto Pomerani como Fernando (criança)
- Manoel Roero como Conde Vicente
- Luigi Pavese como Dom Luís
- Ugo Sasso como Fazendeiro
- Lola Braccini como Mãe
- Nino Pavese como Aquiles Sartori
- Piero Pastore como Jano
- Mario Ferrari como Dom Alicante, o juíz
- Anna Di Lorenzo como Isabella
- Dianora Veiga como Luxuriosa
- Cesare Fantoni como Sultão
- Guido Notari como Advogado de defesa
- Valerio Tordi como Dom Álvaro
- Riccardo Mangano como Dom Diego
- Carlo Duse como Capitão dos guardas de Ezzelina
- Vittorio Cramer como Advogado acusador
- Antonio Crast como Bobo da corte de Ezzelino
- Nino Capriccioli como Frade Bernardo
- Armando Guarnieri como Sicário de Ezzelino
- Sergio Fantoni como Cavaleiro
- Paola Dalgas como Esposa do fazendeiro
- Giovanni Onorato como Outro advogado de defesa
- Aldo Fabrizi como Ezzelino da Romano
- Leopoldo Marchionni
- William Murray
- Raffaele Saitto
- Felice Minotti